# Kymppilinja
Kymppilinja é uma banda de pop, hip hop e R&B finlandesa formada em 2006. Foi lançada pela Hype Records.